# Rinorea

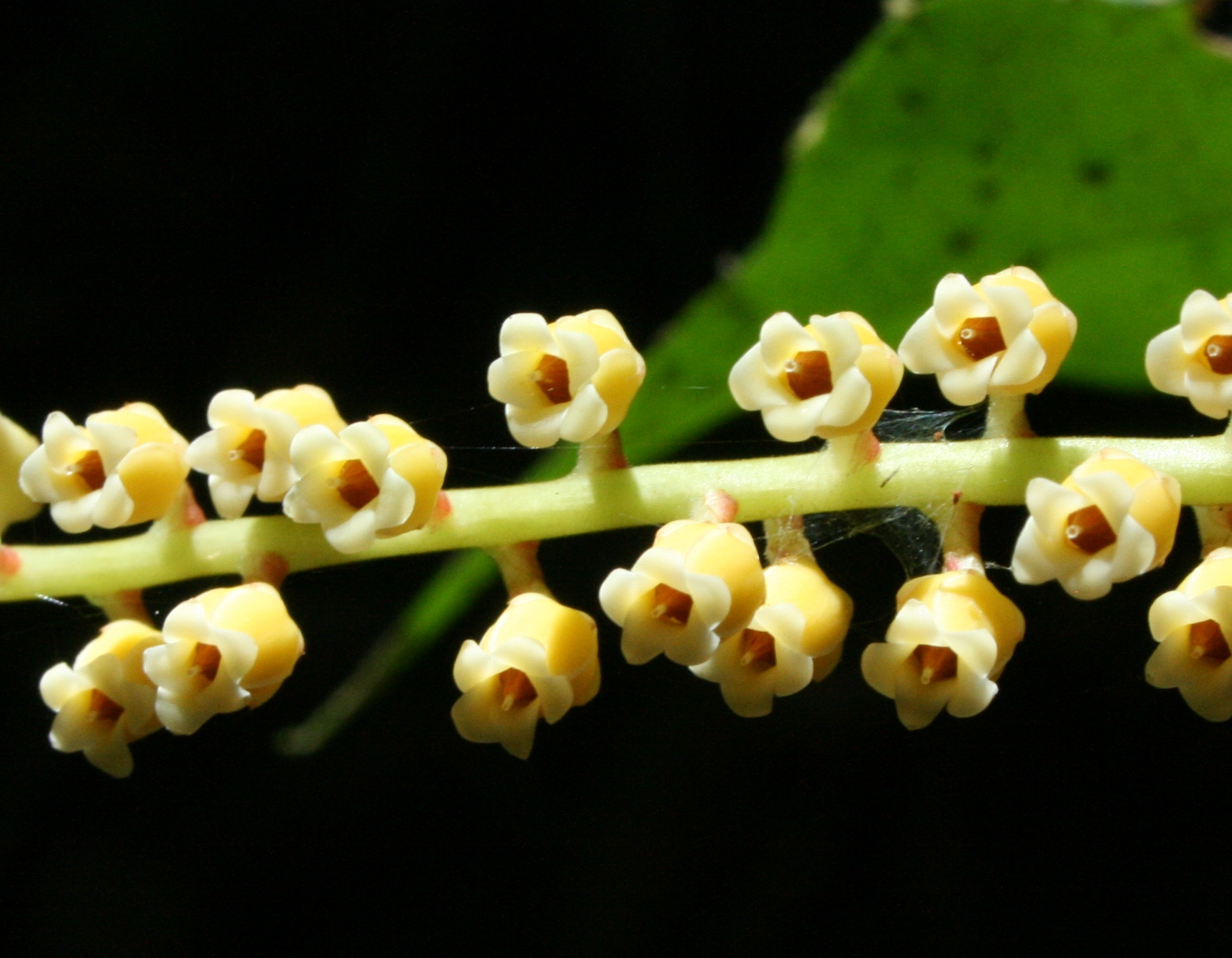
Rinorea melanodonta

Rinorea – rodzaj roślin z rodziny fiołkowatych (Violaceae). Obejmuje 210 gatunków. Rośliny te występują na wszystkich kontynentach w strefie międzyzwrotnikowej. Najbardziej zróżnicowane są w Afryce, tylko na Madagaskarze występuje ok. 45 gatunków. W tropikach kontynentów amerykańskich obecnych jest 49 gatunków, a w Azji ok. 30.
Niektóre gatunki wykorzystywane są jako rośliny jadalne w Ameryce Południowej i lecznicze w Azji i Afryce.

## Morfologia

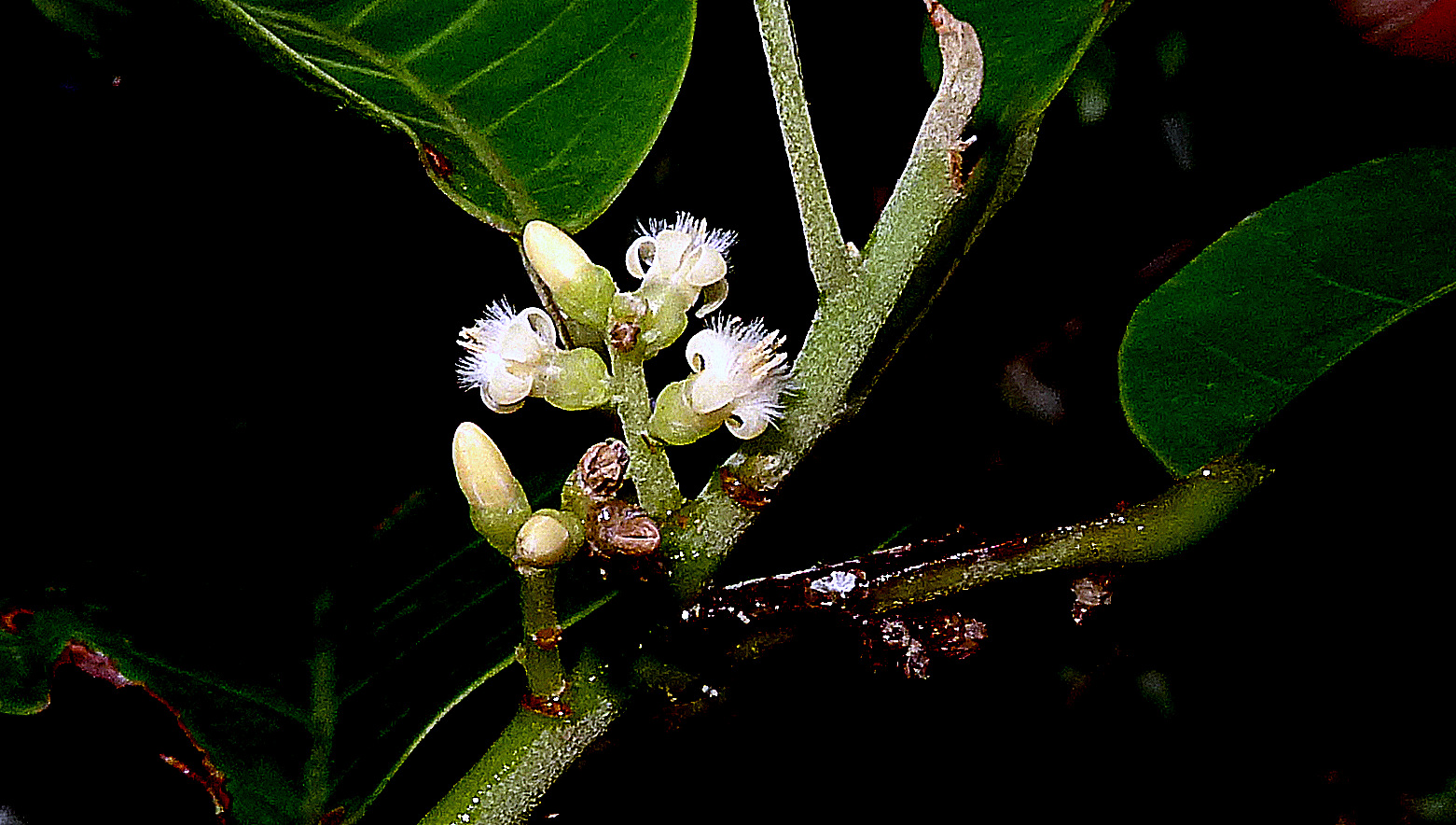
Rinorea bahiensis

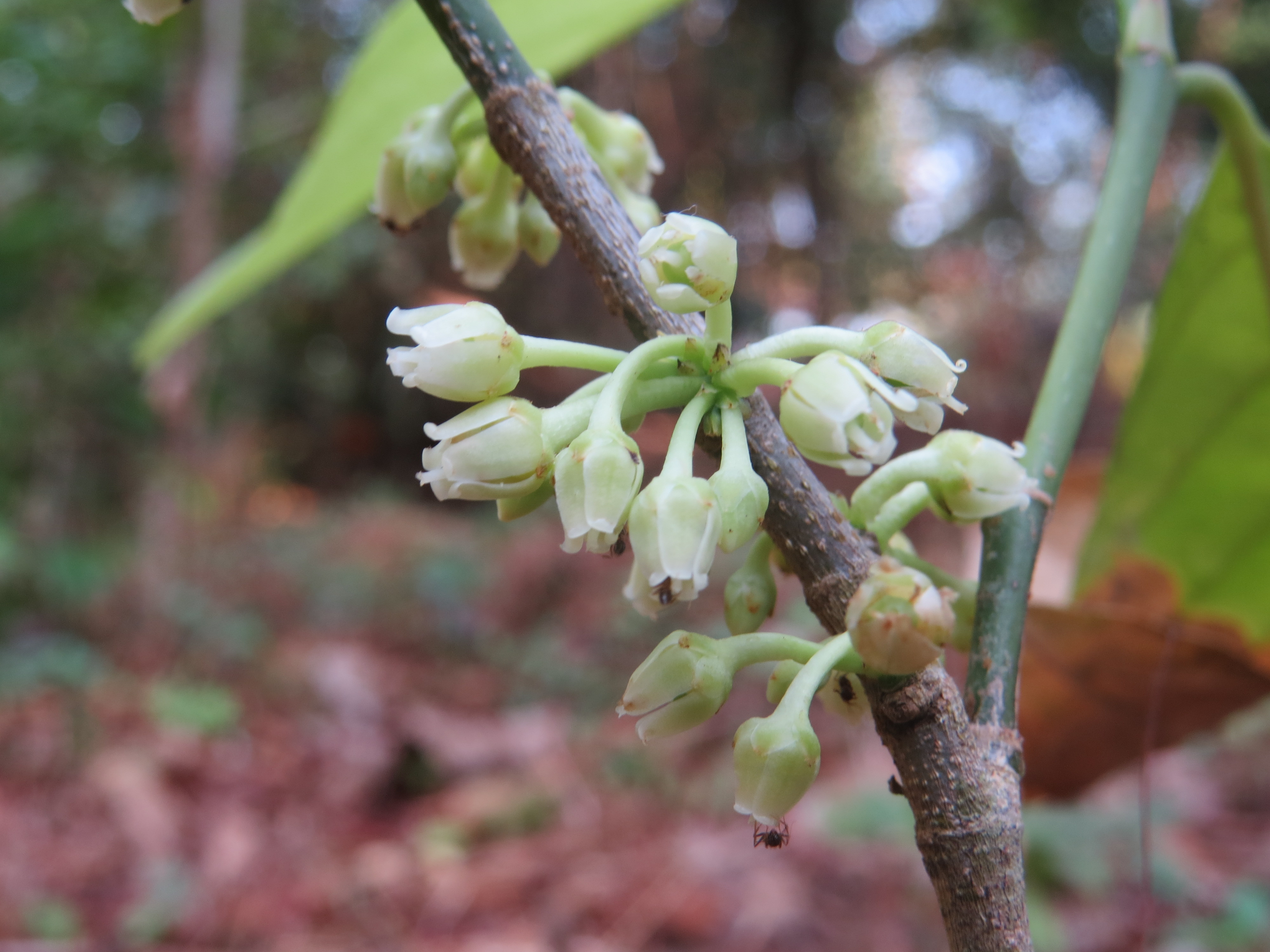
Rinorea bengalensis

PokrójDrzewa i krzewy.
LiścieSkrętoległe, rzadziej naprzeciwległe, zaopatrzone w odpadające przylistki, o blaszce równowąskiej do zaokrąglonej, całobrzegiej lub piłkowanej.
KwiatyPojedyncze lub zebrane w kwiatostany wierzchotkowe, czasem w formie złożonych gron lub wiech, albo zredukowane do pęczków. Kwiaty obupłciowe, drobne, promieniste do grzbiecistych (z jednym płatkiem dłuższym lub krótszym, czasem także z podobnie zmienionymi płatkami z nim sąsiadującymi), płatki jednak bez ostrogi. Działki kielicha skórzaste, podobnej wielkości. Pręciki wolne lub w dole zrośnięte, osadzone na kolistym lub nieco pięciodzielnym dysku miodnikowym. Zalążnia jest jajowata, trój-, rzadko dwukomorowa. W komorach zawiera od kilku do wielu zalążków. Szyjka słupka prosta, zwieńczona niepodzielonym znamieniem.
OwoceTorebki suche, rzadko mięsiste, gładkie, brodawkowane lub grubościenne i łuskowate, otwierają się trzema, rzadko dwiema klapami. Zawierają nasiona nagie lub owłosione.

## Systematyka
Pozycja systematyczna rodzaju
Rodzaj należy do rodziny fiołkowatych (Violaceae), a w jej obrębie do podrodziny Violoideae i plemienia Rinoreeae.
Lista gatunków
- Rinorea abbreviata Achound. & Bos
- Rinorea acutidens M.Brandt
- Rinorea adnata Chipp
- Rinorea adolfi-friderici M.Brandt
- Rinorea afzelii Engl.
- Rinorea albidiflora Engl.
- Rinorea amapensis Hekking
- Rinorea analavelensis H.Perrier
- Rinorea anguifera (Lour.) Kuntze
- Rinorea angustifolia (Thouars) Baill.
- Rinorea antioquiensis L.B.Sm. & A.Fernández
- Rinorea apertior Achound. & Bos
- Rinorea arborea (Thouars) Baill.
- Rinorea arenicola M.Brandt
- Rinorea auriculata (Tul.) Baill.
- Rinorea australasica C.T.White
- Rinorea aylmeri Chipp
- Rinorea bahiensis (Moric.) Kuntze
- Rinorea batesii Chipp
- Rinorea belalongii P.F.Stevens
- Rinorea bengalensis (Wall.) Kuntze
- Rinorea beniensis Engl.
- Rinorea bicornuta Hekking
- Rinorea boinensis H.Perrier
- Rinorea botryoides Achound. & Bos
- Rinorea brachypetala (Turcz.) Kuntze
- Rinorea brachythrix S.F.Blake
- Rinorea brandtii De Wild.
- Rinorea breteleri Achound.
- Rinorea brevipes (Benth.) S.F.Blake
- Rinorea breviracemosa Chipp
- Rinorea bullata H.Perrier
- Rinorea bussei M.Brandt
- Rinorea calcicola Velzen & Wieringa
- Rinorea callmanderi Wahlert
- Rinorea calophylla (Tul.) Baill.
- Rinorea calycina (Tul.) Baill.
- Rinorea campoensis M.Brandt
- Rinorea camptoneura (Radlk.) Melch.
- Rinorea carolinensis Kaneh.
- Rinorea castaneoides (Oliv.) Kuntze
- Rinorea caudata (Oliv.) Kuntze
- Rinorea cerasifolia M.Brandt
- Rinorea chevalieri Exell
- Rinorea cinerea (King) Jarvie & P.F.Stevens
- Rinorea claessensii De Wild.
- Rinorea comorensis Engl.
- Rinorea comperei Taton
- Rinorea congesta Forman
- Rinorea convallarioides (Baker f.) Eyles
- Rinorea cordata L.B.Sm. & A.Fernández
- Rinorea cornigera H.Perrier
- Rinorea crassa P.F.Stevens
- Rinorea crassifolia (Baker f.) De Wild.
- Rinorea curtirama Achound. & Bos
- Rinorea dasyadena A.Robyns
- Rinorea decora (Trimen) Melch.
- Rinorea deflexa (Benth.) S.F.Blake
- Rinorea deflexiflora Bartlett
- Rinorea dentata (P.Beauv.) Kuntze
- Rinorea dewitii Achound.
- Rinorea dionysiana Taton
- Rinorea diversifolia H.Perrier
- Rinorea djalonensis A.Chev. ex Hutch. & Dalziel
- Rinorea domatiosa A.E.van Wyk
- Rinorea dubia De Wild.
- Rinorea ebolowensis M.Brandt
- Rinorea elliptica (Oliv.) Kuntze
- Rinorea endotricha Sandwith
- Rinorea erianthera C.Y.Wu & Chu Ho
- Rinorea exappendiculata Engl.
- Rinorea falcata (Mart. ex Eichler) Kuntze
- Rinorea fausteana Achound.
- Rinorea ferruginea Engl.
- Rinorea flavescens (Aubl.) Kuntze
- Rinorea friisii M.G.Gilbert
- Rinorea gabunensis Engl.
- Rinorea gemmulata J.F.C.Oliveira & L.P.Queiroz
- Rinorea gilletii De Wild.
- Rinorea gossweileri Exell
- Rinorea greveana Baill.
- Rinorea griffithii (Hook.f. & Thomson) Kuntze
- Rinorea guatemalensis (S.Watson) Bartlett
- Rinorea guianensis Aubl.
- Rinorea haughtii L.B.Sm. & A.Fernández
- Rinorea heteroclita (Roxb.) Craib
- Rinorea hirsuta Hekking
- Rinorea horneri (Korth.) Kuntze
- Rinorea hummelii Sprague
- Rinorea hymenosepala S.F.Blake
- Rinorea iliaspaiei M.Jacobs
- Rinorea ilicifolia (Welw. ex Oliv.) Kuntze
- Rinorea insularis Engl.
- Rinorea ituriensis M.Brandt
- Rinorea javanica (Blume) Kuntze
- Rinorea johnstonei (Stapf) M.Brandt
- Rinorea kamerunensis Engl.
- Rinorea keayi Brenan
- Rinorea kibbiensis Chipp
- Rinorea kisavuensis Taton
- Rinorea laevigata (Sol. ex Ging.) Hekking
- Rinorea lanceolata (Roxb.) Kuntze
- Rinorea latibracteata M.Brandt
- Rinorea laurentii De Wild.
- Rinorea laurifolia L.B.Sm. & A.Fernández
- Rinorea ledermannii Engl.
- Rinorea leiophylla M.Brandt
- Rinorea lepidobotrys Mildbr.
- Rinorea letouzeyi Achound.
- Rinorea liberica Engl.
- Rinorea lindeniana (Tul.) Kuntze
- Rinorea longicuspis Engl.
- Rinorea longifolia De Wild.
- Rinorea longipes (Tul.) Baill.
- Rinorea longiracemosa (Kurz) Craib
- Rinorea longisepala Engl.
- Rinorea longistipulata Hekking
- Rinorea lualensis Exell & Mendonça
- Rinorea macrantha M.Jacobs
- Rinorea macrocarpa (Mart. ex Eichler) Kuntze
- Rinorea macrophylla (Decne.) Kuntze
- Rinorea maculata (Tul.) Baill.
- Rinorea malembaensis Taton
- Rinorea mandrarensis H.Perrier
- Rinorea marginata (Triana & Planch.) Rusby ex J.R.Johnst.
- Rinorea maximiliani (Eichler) Kuntze
- Rinorea mayumbensis Exell
- Rinorea melanodonta S.F.Blake
- Rinorea mezilii Achound.
- Rinorea microdon M.Brandt
- Rinorea microglossa Engl.
- Rinorea microphylla H.Perrier
- Rinorea mildbraedii M.Brandt
- Rinorea molleri M.Brandt
- Rinorea monticola (Tul.) Baill.
- Rinorea multinervis M.Brandt
- Rinorea multivenosa Hekking
- Rinorea mutica (Tul.) Baill.
- Rinorea neglecta Sandwith
- Rinorea niccolifera Fernando
- Rinorea oblanceolata Chipp
- Rinorea oblongifolia (C.H.Wright) C.Marquand ex Chipp
- Rinorea oliveri T.Durand & Schinz
- Rinorea oppositifolia Exell
- Rinorea oubanguiensis Tisser.
- Rinorea ovalifolia (Britton) S.F.Blake
- Rinorea ovata Chipp
- Rinorea oxycarpa Exell
- Rinorea palaucica Kaneh. & Hatus.
- Rinorea paniculata (Mart.) Kuntze
- Rinorea parviflora Chipp
- Rinorea pauciflora (Thouars) Baill.
- Rinorea pectino-squamata Hekking
- Rinorea pilosa Chipp
- Rinorea prasina (Stapf) Chipp
- Rinorea preussii Engl.
- Rinorea pubiflora (Benth.) Sprague & Sandwith
- Rinorea pugionifera (Oudem.) H.Perrier
- Rinorea racemosa (Mart.) Kuntze
- Rinorea ramiziana Glaz. ex Hekking
- Rinorea ranirisonii Nusb. & Wahlert
- Rinorea raymondiana Taton
- Rinorea riana Kuntze
- Rinorea rubra (Tul.) Baill.
- Rinorea rubrotincta Chipp
- Rinorea rudolphiana Taton
- Rinorea sapinii De Wild.
- Rinorea scheffleri Engl.
- Rinorea sciaphila M.Brandt
- Rinorea sclerocarpa (Burgersd.) Melch.
- Rinorea scorpioidea (H.Boissieu) Gagnep.
- Rinorea seleensis De Wild.
- Rinorea sessilis (Lour.) Kuntze
- Rinorea simoneae Achound.
- Rinorea sinuata Chipp
- Rinorea soyauxii M.Brandt
- Rinorea sprucei (Eichler) Kuntze
- Rinorea squamata S.F.Blake
- Rinorea squamosa (Boivin ex Tul.) Baill.
- Rinorea stipulata Exell
- Rinorea subauriculata Chipp
- Rinorea subglandulosa De Wild.
- Rinorea subintegrifolia (P.Beauv.) Kuntze
- Rinorea subsessilis M.Brandt
- Rinorea × subumbellata M.Brandt
- Rinorea sylvatica (Seem.) Kuntze
- Rinorea talbotii (Baker f.) De Wild.
- Rinorea ternifolia H.Perrier
- Rinorea tessmannii M.Brandt
- Rinorea thomasii Achound.
- Rinorea thomensis Exell
- Rinorea tortuosa Taton
- Rinorea tshingandaensis Taton
- Rinorea ulmifolia (Spreng.) Kuntze
- Rinorea umbricola Engl.
- Rinorea uniflora Exell
- Rinorea urschii H.Perrier
- Rinorea vaupesana L.B.Sm. & A.Fernández
- Rinorea verrucosa Chipp
- Rinorea verticillata (Boivin ex Tul.) Baill.
- Rinorea villosiflora Hekking
- Rinorea viridiflora (Tul.) Baill.
- Rinorea viridifolia Rusby
- Rinorea welwitschii (Oliv.) Kuntze
- Rinorea whytei (Stapf) M.Brandt
- Rinorea woermanniana (Büttner) Engl.
- Rinorea yaundensis Engl.
- Rinorea youngii Exell & Mendonça
- Rinorea zanagensis Achound. & Bos
- Rinorea zenkeri Engl.
- Rinorea zygomorpha H.E.Ballard & Wahlert